# 4,4′-(hexafluorisopropyliden)diftalanhydrid
4,4′-(hexafluorisopropyliden)diftalanhydrid (zkráceně 6FDA) je aromatická sloučenina patřící mezi organofluoridy a také dianhydrid kyseliny 4,4'-(hexafluorisopropyliden)bisftalové (odvozené od kyseliny ftalové).

## Příprava
Výchozími látkami jsou při přípravě 6FDA hexafluoraceton a orthoxylen, které spolu za přítomnosti fluorovodíku jako katalyzátoru reagují, přičemž vzniká 4,4'-(hexafluorisopropyliden)bis(o-xylen). Ten se následně oxiduje manganistanem draselným na kyselinu 4,4'-(hexafluorisopropyliden)bisftalovou, jejíž dehydratací se vytvárí 6FDA.

## Použití
6FDA se používá jako monomer při výrobě fluorovaných polyimidů, které se získávají polymerací 6FDA pomocí aromatického diaminu jako je například kyselina 3,5-diaminobenzoová nebo 4,4'-diaminodifenylsulfid. Tyto polymery se používají například na výrobu membrán propustných pro plyny, a také v mikroelektronice a optice, mimo jiné k výrobě optických čoček.
Tyto polyimidy jsou obvykle rozpustné v organických rozpouštědlech, což usnadňuje jejich výrobu a zpracování.